# Bo Lindblom
Bo Lindblom, född 10 juni 1929 i Nynäshamn, död 28 oktober 2020 i Ränneslöv, var en svensk författare, debattör, m.m. Lindblom var utbildad folkskollärare.
Bo Lindblom var hedersmedlem av Associació Catalana d’Ex-Presos Politics, organisationen för tidigare politiska fångar i Katalonien, Spanien.

## Publicistisk arbete
Lindblom publicerade ett tiotal böcker, bland annat dokumentärer om främmande länder. Han medarbetade i flera tidningar, liksom i Sveriges Radios program OBS. Lindblom var medlem av Hallands författarsällskap.

## Amnestyaktiviteter
Lindblom startade Amnestygrupp 168 i Laholm 1969 och var sedan dess aktiv i organisationen. Han var ordförande i svenska sektionen av Amnesty International 1974–1978 och deltog i internationella rådsmöten, var gruppsekreterare, samordnare, medlem i flera svenska och internationella utskott och i valberedningen. Han producerade material för undervisning om mänskliga rättigheter. Under många år var Lindblom distriktsombud för Halland. Han var samordnare för 26 svenska Amnesty-grupper som arbetar för fångar i Burma, även kallat Myanmar.
Han gav (2001) ut boken Höjd över varje misstanke , där han kommenterade Jesús Alcalá-affären och förutspådde att Alcalá skulle fällas i tingsrätten, vilket också inträffade.